# Альфард
Альфард, також Серце Гідри (α Гідри, α Hya) — найяскравіша зоря в сузір'ї Гідри.

## Номенклатура
α Гідри — це позначення Байєра для цієї зорі. Традиційна назва Альфард походить з араб. الفرد (Аль-фард, букв. «самотня»), оскільки поруч немає інших яскравих зір. Арабам вона також була відома як «хребет Змії». В каталозі зір «Calendarium of Al Achsasi Al Mouakket» вона мала назву «Soheil al Fard», яка була перекладена латиною як «Soheil Solitarius», що означало «яскрава самотня». 
Європейський астроном Тихо Браге називав цю зорю Cor Hydræ, буквально «Серце Гідри».
2016 року Міжнародний астрономічний союз (МАС) організував Робочу групу щодо назв зір (Working Group on Star Names, WGSN) для каталогізації та стандартизації власних назв зір. Перший Вісник WGSN від липня 2016 р. містить таблицю перших двох партій імен, затверджених WGSN, зокрема, Альфард для цієї зорі.
Китайською, 星宿 (Xīng Xiù), що означає «Зоря», відноситься до астеризму, що складається з Альфарда, τ1 Гідри, τ2 Гідри, ι Гідри, 26 Гідри, 27 Гідри, HD 82477 і HD 82428. Сам Альфард має назву 星宿一 (Xīng Xiù yī), «Перша зоря Зорі». У Стародавньому Китаї вона входила до астеризму «Червоний птах».

## Характеристики
Маса Альфарда втричі більша маси Сонця. Вік зорі оцінюють у 420 мільйонів років; вона залишила головну послідовність і стала гігантом спектрального класу К3 і класом світності між II і III. Її кутовий діаметр, який було виміряно з використанням інтерферометрії довгої бази, оцінюється у 9,09 ± 0,09 кутових мілісекунд. Це менше лише Бетельгейзе і R Золотої Риби і еквівалентно 50 радіусам Сонця.
Спектр Альфарда показує невеликий надлишок барію, елементу, який зазвичай виробляється S-процесом нуклеосинтеза. Як правило, барієва зоря належить до подвійної системи й аномалії поширення елементів пояснюються обміном з супутником-білим карликом.
Точні виміри променевої швидкості показали відмінності профілів  радіальних швидкостей і спектральних ліній зорі. Ці коливання мають кілька періодів від декількох годин до декількох днів. Висловлено припущення, що короткострокові коливання є результатом зоряної пульсації, схожої на сонячну. Також була виявлена кореляція між змінами асиметрії профілів спектральної лінії й променевої швидкості. Мульти-періодичні коливання роблять HD 81797 (Альфард) предметом інтересу для астросейсмологічних досліджень.

## У культурі
Альфард зображено на прапорі Бразилії, де він символізує штат Мату-Гросу-ду-Сул.